# La Barbota
La Barbota és una muntanya de 779 metres que es troba entre els municipis de Cantallops i la Jonquera, a la comarca catalana de l'Alt Empordà.